# Maserati Quattroporte
Maserati Quattroporte – samochód osobowy klasy luksusowej produkowany pod włoską marką Maserati w latach 1963–2024.

## Pierwsza generacja

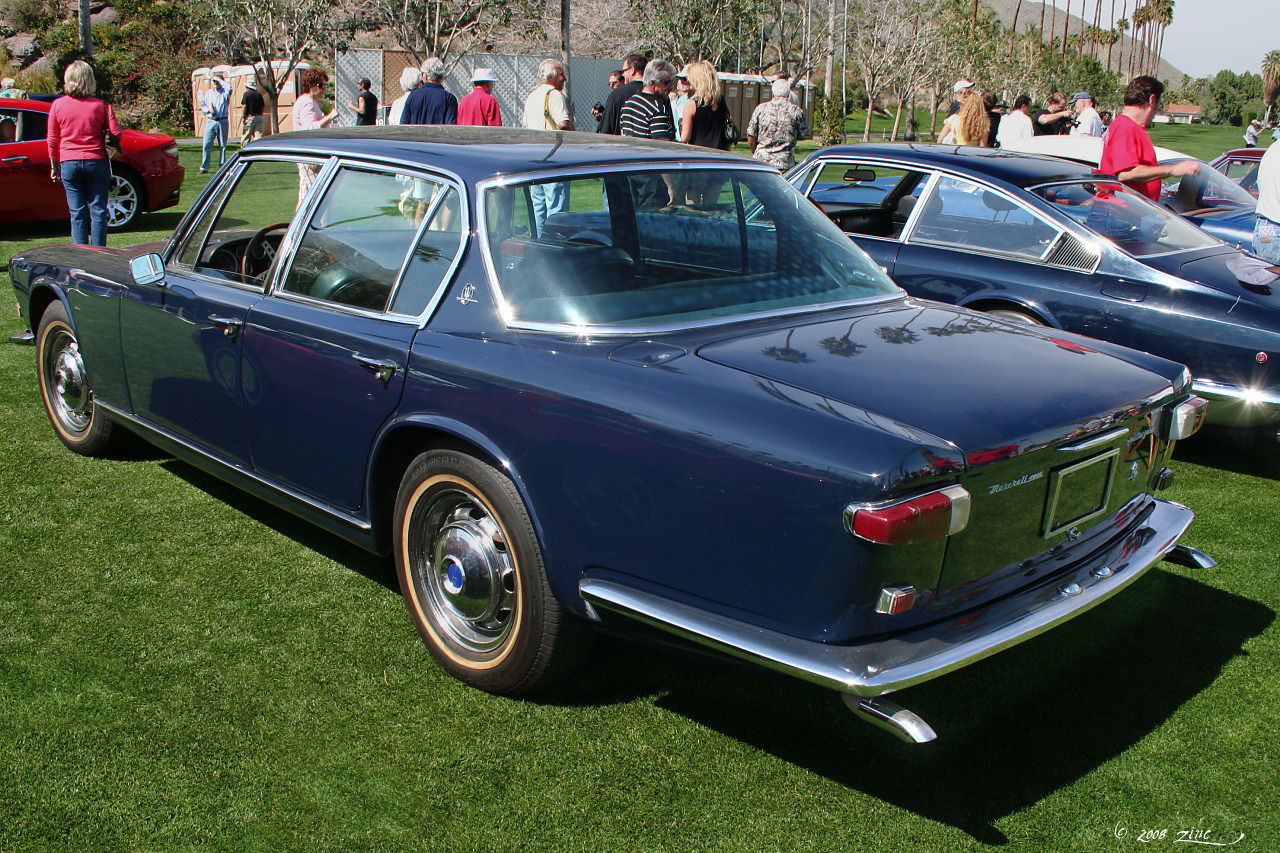
Maserati Quattroporte I - tył

Maserati Quattroporte I został zaprezentowany po raz pierwszy w 1963 roku.
Pojazd został zaprojektowany przez Pietro Frua, który wzorował się na modelu 5000 GT, który stworzył 2 lata wcześniej. Auto otrzymało kod fabryczny Tipo AM 07.
Do napędu posłużył silnik V8 o pojemności 4.1 litra i mocy 256 KM połączony z 5-biegową skrzynią manualną lub 3-biegowym automatem. Do roku 1966 (gdy wprowadzono poprawki) wyprodukowano 230 egzemplarzy.
W 1966 roku wprowadzono zmodernizowaną wersję 2a Serie. Od 1968 roku oferowano silnik V8 4.7 l (moc 290 KM). Produkcję zakończono w 1969 roku liczbą 772 egzemplarzy (seria 1 i 2).

### Dane techniczne
| Wersja             | Silnik:             | Układ zasilania:   | Moc maksymalna:                    | Maks. moment obrotowy     | 0-100 km/h:        | V-max:                   |
| Silniki benzynowe: | Silniki benzynowe:  | Silniki benzynowe: | Silniki benzynowe:                 | Silniki benzynowe:        | Silniki benzynowe: | Silniki benzynowe:       |
| ------------------ | ------------------- | ------------------ | ---------------------------------- | ------------------------- | ------------------ | ------------------------ |
| V8 4200            | V8 4.1 l (4136 cm³) | gaźnik             | 260 KM (213 kW) przy 5200 obr./min | 363 Nm przy 4000 obr./min | b/d                | 230 km/h 210 km/h (aut.) |
| V8 4900            | V8 4.7 l (4719 cm³) | gaźnik             | 290 KM (213 kW) przy 5500 obr./min | 393 Nm przy 4000 obr./min | b/d                | 230 km/h 225 km/h (aut.) |

## Druga generacja
Maserati Quattroporte II zostało po raz pierwszy zaprezentowane podczas targów motoryzacyjnych w Turynie w 1974 roku,
Podczas premiery, marka Maserati była własnością jeszcze francuskiego koncernu Citroën. Auto otrzymało kod fabryczny Tipo AM 123.
Nadwozie zaprojektował Marcello Gandini ze studia Bertone. Samochód zbudowany został na podwoziu Citroëna SM, wykorzystywał jego silnik, hydropneumatyczne zawieszenie oraz napęd na przednie koła. Niewielki trzylitrowy silnik miał być odpowiedzią na kryzys paliwowy. Niestety napęd nie sprawdził się w ważącym 1,6 tony i mierzącym 5,2 m samochodzie. Podczas Geneva Motor Show w 1975 roku zaprezentowano wersję z silnikiem 3.2 l o mocy około 200 KM.
Gdy w 1974 Citroën zbankrutował, jedynie 6 przedprodukcyjnych egzemplarzy zostało zbudowanych, a kolejne 7 złożono później z części. 

### Dane techniczne
| Wersja             | Silnik:             | Układ zasilania:   | Moc maksymalna:                      | Maks. moment obrotowy     | 0-100 km/h:        | V-max:             | Śr. zuż. paliwa/100 km: |
| Silniki benzynowe: | Silniki benzynowe:  | Silniki benzynowe: | Silniki benzynowe:                   | Silniki benzynowe:        | Silniki benzynowe: | Silniki benzynowe: | Silniki benzynowe:      |
| ------------------ | ------------------- | ------------------ | ------------------------------------ | ------------------------- | ------------------ | ------------------ | ----------------------- |
| V6 3000            | V6 3.0 l (2965 cm³) | gaźnik             | 210 KM (154,5 kW) przy 6000 obr./min | 255 Nm przy 4000 obr./min | 9 s                | 210 km/h           | 12 l                    |

## Trzecia generacja

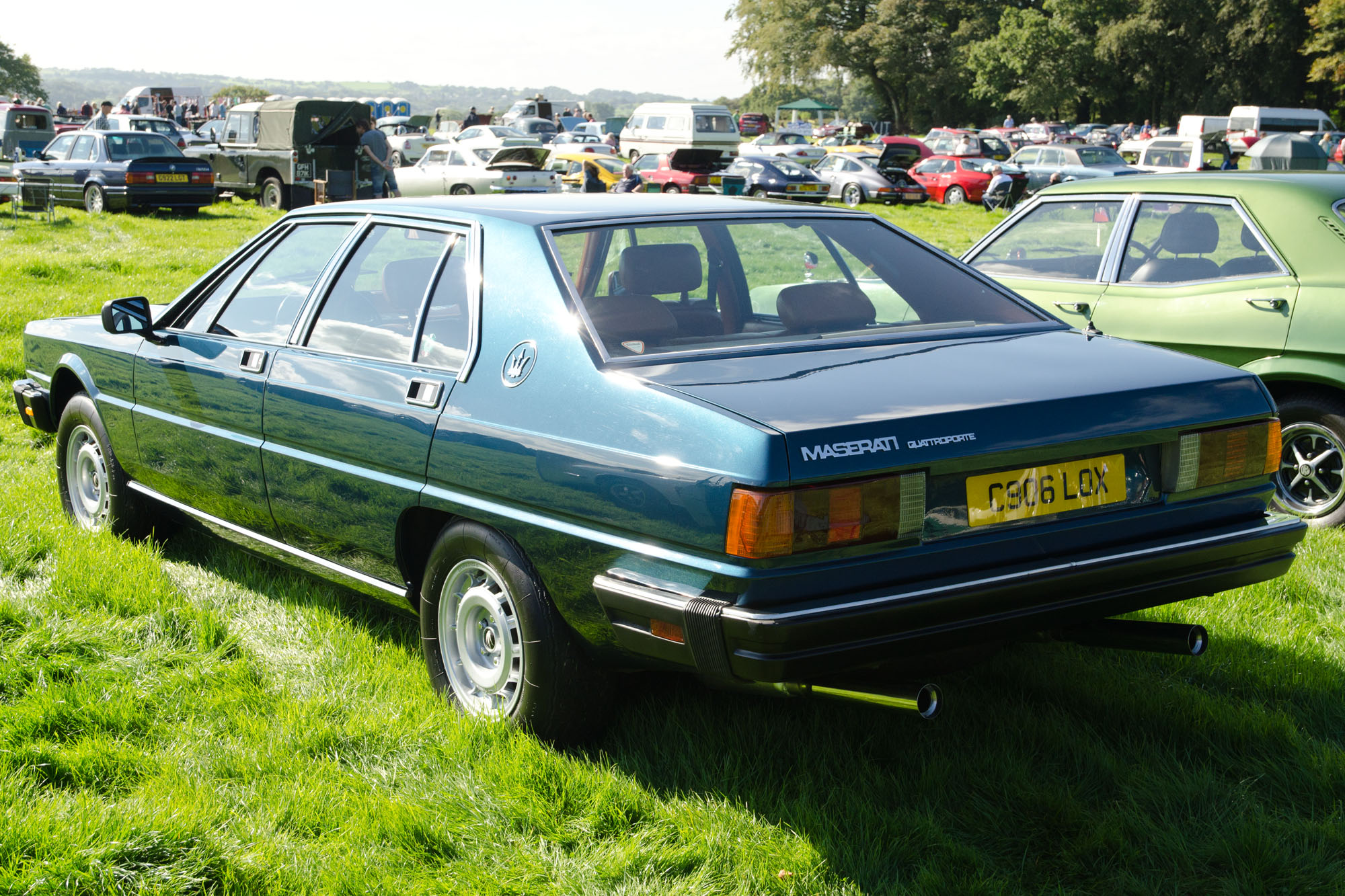
Maserati Quattroporte III - tył

Maserati Quattroporte III zostało zaprezentowane po raz pierwszy w 1979 roku.
Auto po raz pierwszy zaprezentowano w 1976 roku poprzez dwa studyjne modele zaprojektowane przez Giorgetto Giugiaro - Medici I oraz Medici II zbudowane na platformie Maserati. Auto otrzymało kod fabryczny Tipo AM 330.
W latach 1986–1990 wyprodukowano również 55 sztuk luksusowej odmiany Royale z silnikiem wzmocnionym do 300 KM, którego pierwszy egzemplarz trafił do włoskiego prezydenta Sandra Pertiniego.

### Dane techniczne
| Wersja               | Silnik:             | Układ zasilania:   | Moc maksymalna:                        | Maks. moment obrotowy         | 0-100 km/h:        | V-max:                   | Śr. zuż. paliwa/100 km: |
| Silniki benzynowe:   | Silniki benzynowe:  | Silniki benzynowe: | Silniki benzynowe:                     | Silniki benzynowe:            | Silniki benzynowe: | Silniki benzynowe:       | Silniki benzynowe:      |
| -------------------- | ------------------- | ------------------ | -------------------------------------- | ----------------------------- | ------------------ | ------------------------ | ----------------------- |
| V8 4200              | V8 4,1 l (4136 cm³) | gaźnik             | 256 KM (188 kW) przy 6000 obr./min     | 353 Nm przy 3200 obr./min     | 7,5 s              | 220 km/h                 | 18,5 l                  |
| V8 4900              | V8 4,9 l (4931 cm³) | gaźnik             | 280 KM (206 kW) przy 5600 obr./min     | 392 Nm przy 3000 obr./min     | 7 s                | 230 km/h                 | 19,5 l                  |
| V8 4900 (USA)        | V8 4,9 l (4931 cm³) | gaźnik             | 292 KM (215 kW) przy 5200 obr./min SAE | 418 Nm przy 3000 obr./min SAE | b/d                | b/d                      | b/d                     |
| V8 4900 (Szwajcaria) | V8 4,9 l (4931 cm³) | gaźnik             | 270 KM (198,5 kW) przy 5600 obr./min   | 392 Nm przy 3000 obr./min     | b/d                | 230 km/h                 | b/d                     |
| V8 4900 (Szwajcaria) | V8 4,9 l (4931 cm³) | gaźnik             | 282 KM (207,5 kW) przy 5200 obr./min   | 415 Nm przy 3000 obr./min     | b/d                | 230 km/h 215 km/h (aut.) | b/d                     |
| V8 4900 Royale       | V8 4,9 l (4931 cm³) | gaźnik             | 300 KM (220,5 kW) przy 5600 obr./min   | 402 Nm przy 3000 obr./min     | 6,5 s              | 240 km/h 230 km/h (aut.) | 19,5 l                  |

## Czwarta generacja

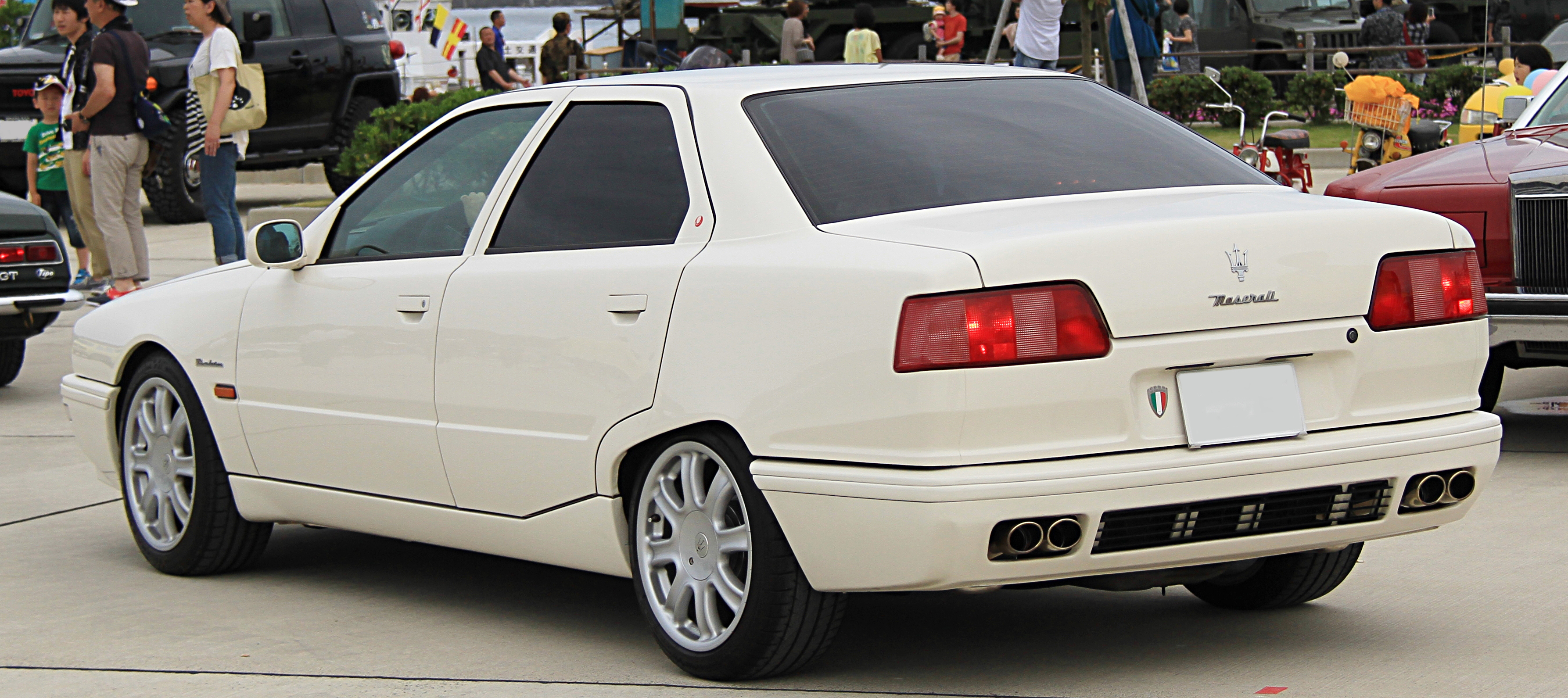
Tył Maserati Quattroporte IV

Maserati Quattroporte IV zostało zaprezentowane po raz pierwszy w 1994 roku.
Nadwozie zaprojektował Marcello Gandini uzyskując niski współczynnik oporu powietrza Cx=0,31. Był to pierwszy model Maserati, w którym zamontowano system ABS oraz poduszki powietrzne.
W porównaniu do wcześniejszych wersji samochód znacznie zmalał. Dotyczyło to również silników. Początkowo montowano 2.0 l biturbo o mocy 280 KM (do 1997). Od 1995 roku dostępne były również jednostki 2.8 l 285 KM z 5-biegową skrzynią manualną lub 4-biegowym automatem. Z końcem 1995 roku pojawił się silnik 3.2 l 336 KM z modelu Shamal.
W 1998 roku zaprezentowano model Quattraporte Evoluzione w wersjach 2800 i 3200 (255–270 km/h). Produkcję modelu zakończono w 2001 roku liczbą ponad 2800 wyprodukowanych sztuk.

### Dane techniczne
| Wersja                  | Silnik:                      | Układ zasilania: | Moc maksymalna:                    | Maks. moment obrotowy     | 0-100 km/h: | V-max:                   | Śr. zuż. paliwa/100 km: |
| 1994-1997:              | 1994-1997:                   | 1994-1997:       | 1994-1997:                         | 1994-1997:                | 1994-1997:  | 1994-1997:               | 1994-1997:              |
| ----------------------- | ---------------------------- | ---------------- | ---------------------------------- | ------------------------- | ----------- | ------------------------ | ----------------------- |
| V6 2.8                  | V6 2.8 l (2790 cm³) bi-turbo | wtrysk           | 284 KM (209 kW) przy 6000 obr./min | 413 Nm przy 3000 obr./min | 5,9 s       | 260 km/h 255 km/h (aut.) | b/d                     |
| V6 2.0                  | V6 2.0 l (1996 cm³) bi-turbo | wtrysk           | 287 KM (211 kW) przy 6500 obr./min | 362 Nm przy 4250 obr./min | 5,9 s       | 260 km/h                 | b/d                     |
| V8 3.2                  | V8 3.2 l (3217 cm³) bi-turbo | wtrysk           | 336 KM (247 kW) przy 6400 obr./min | 450 Nm przy 4400 obr./min | 5,8 s       | 270 km/h 265 km/h (aut.) | b/d                     |
| Evoluzione (1998-2001): |                              |                  |                                    |                           |             |                          |                         |
| V6 2.8                  | V6 2.8 l (2790 cm³) bi-turbo | wtrysk           | 280 KM (206 kW) przy 6000 obr./min | 397 Nm przy 3500 obr./min | 5,9 s       | 260 km/h 255 km/h (aut.) | 13 l 14,1 l (aut.)      |
| V8 3.2                  | V8 3.2 l (3217 cm³) bi-turbo | wtrysk           | 336 KM (247 kW) przy 6400 obr./min | 450 Nm przy 4400 obr./min | 5,8 s       | 270 km/h 265 km/h (aut.) | 16 l 16,8 l (aut.)      |

## Piąta generacja

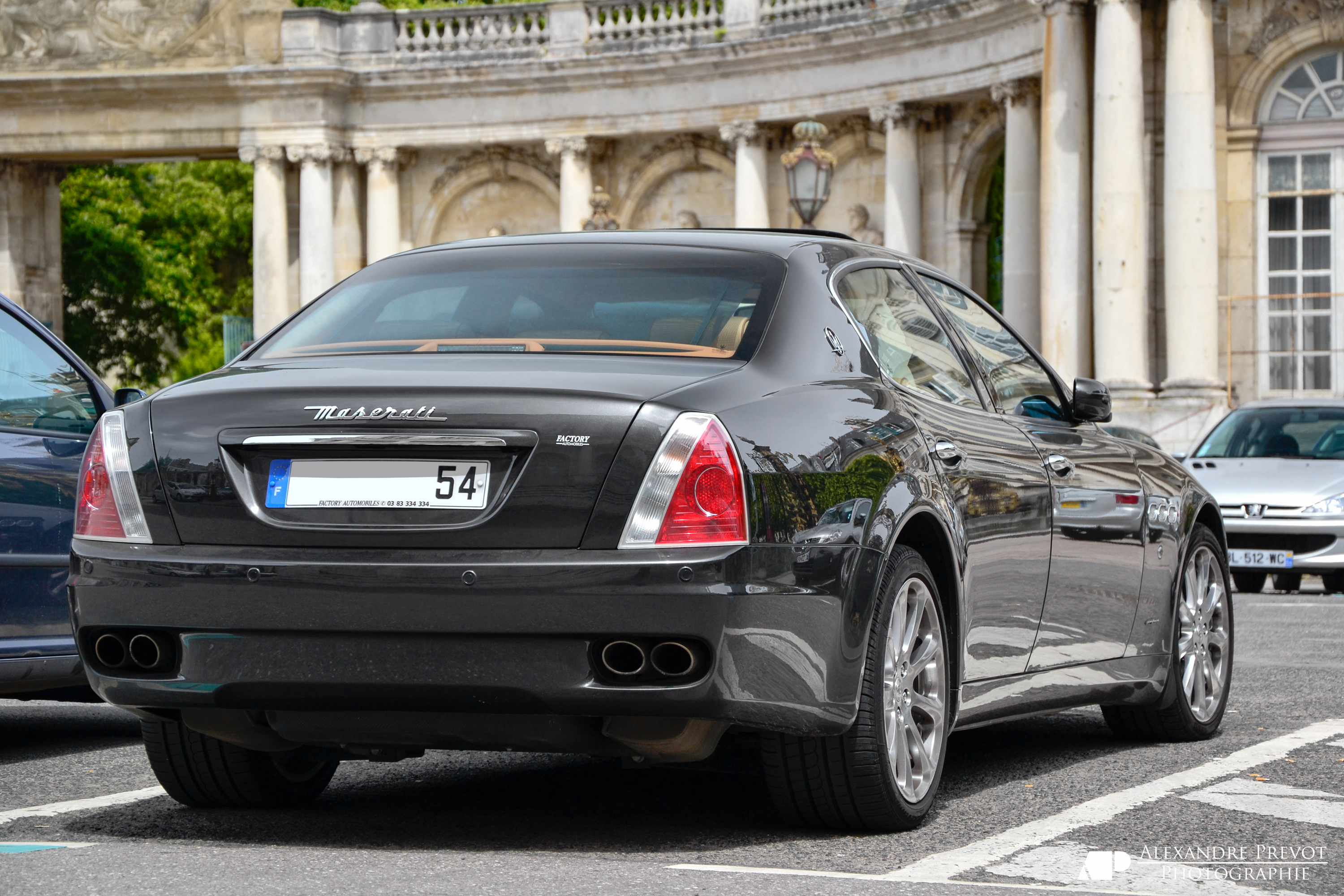
Maserati Quattroporte V - tył

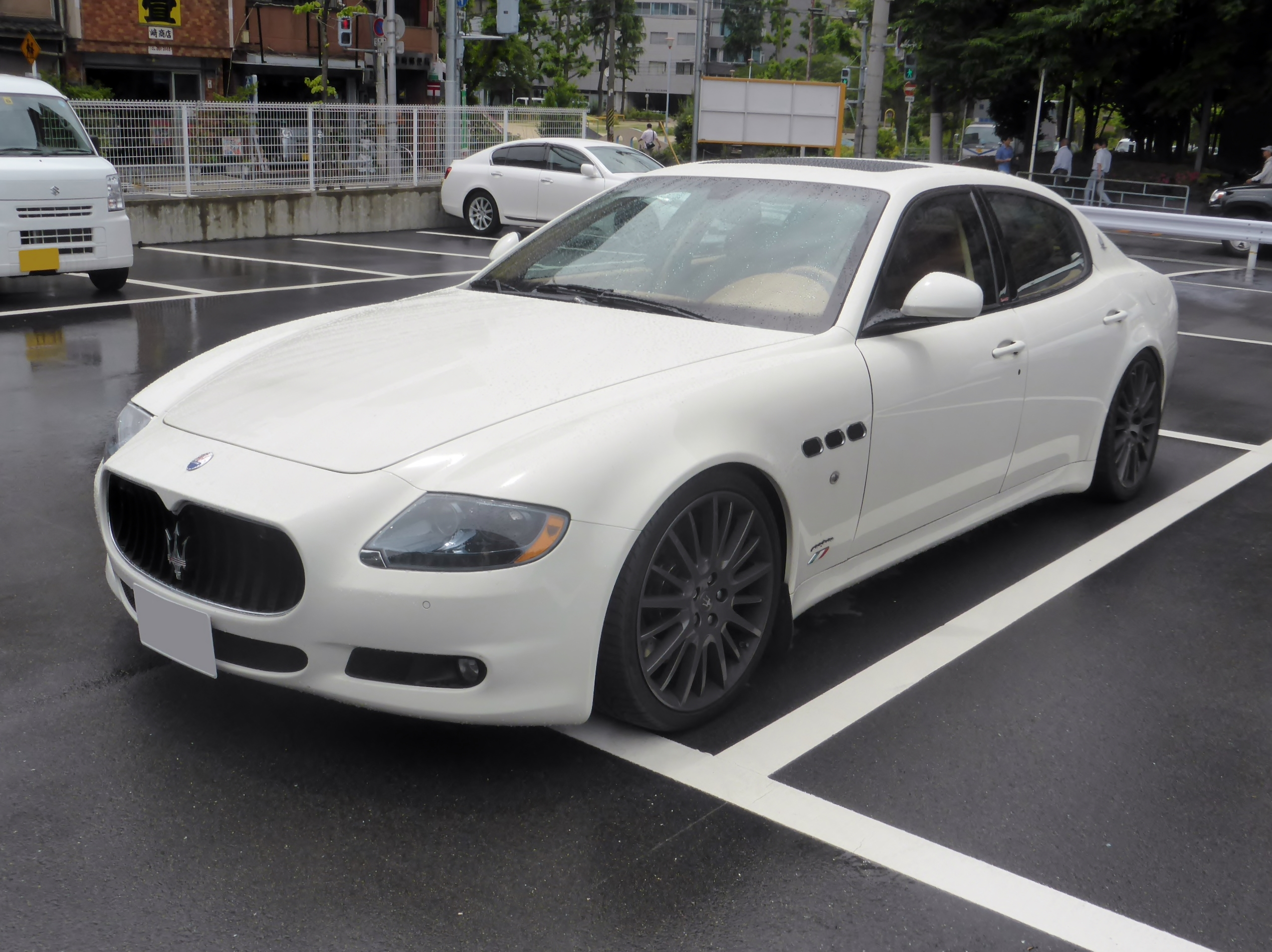
Maserati Quattroporte V po liftingu

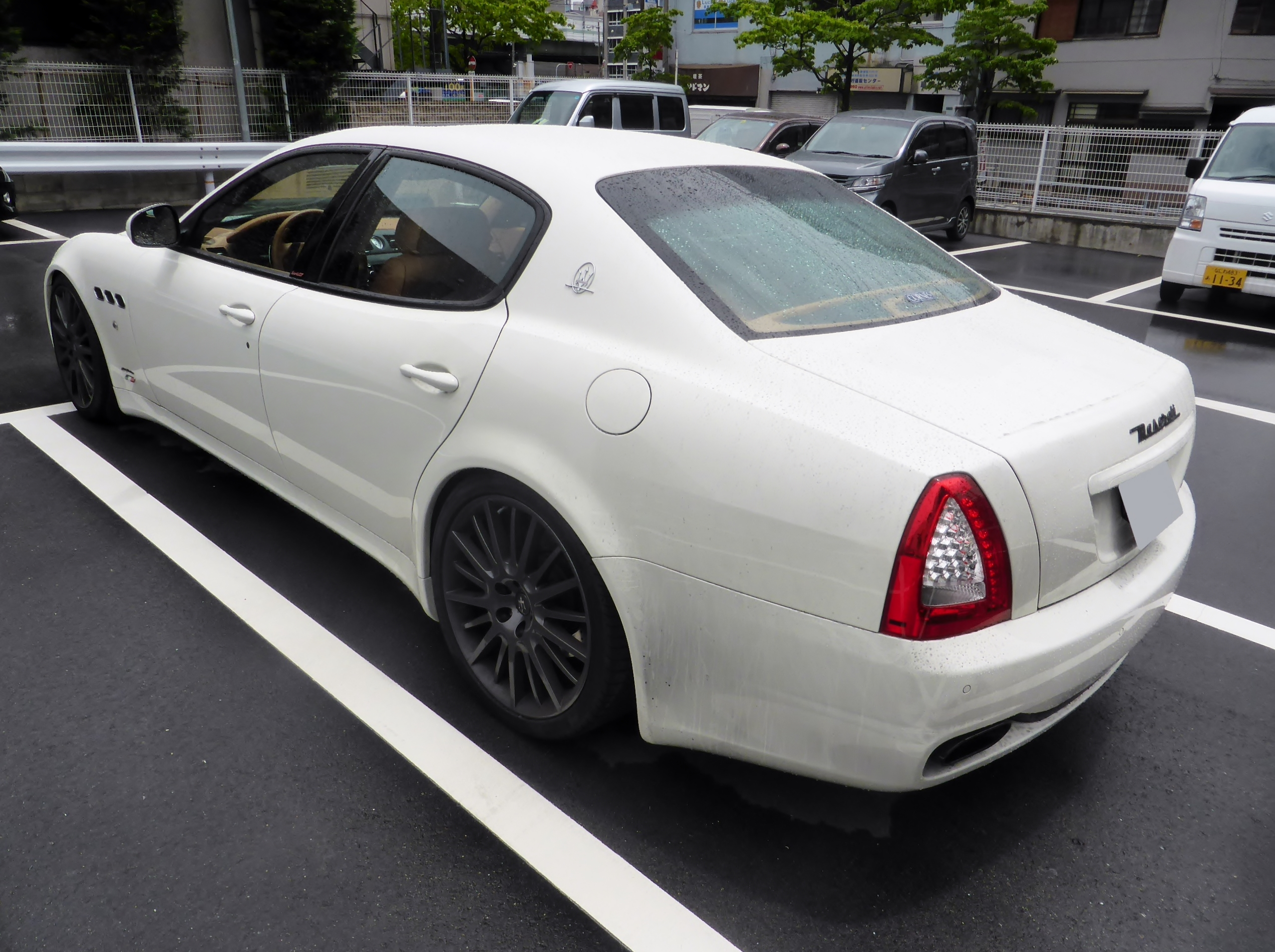
Maserati Quattroporte V - tył po liftingu

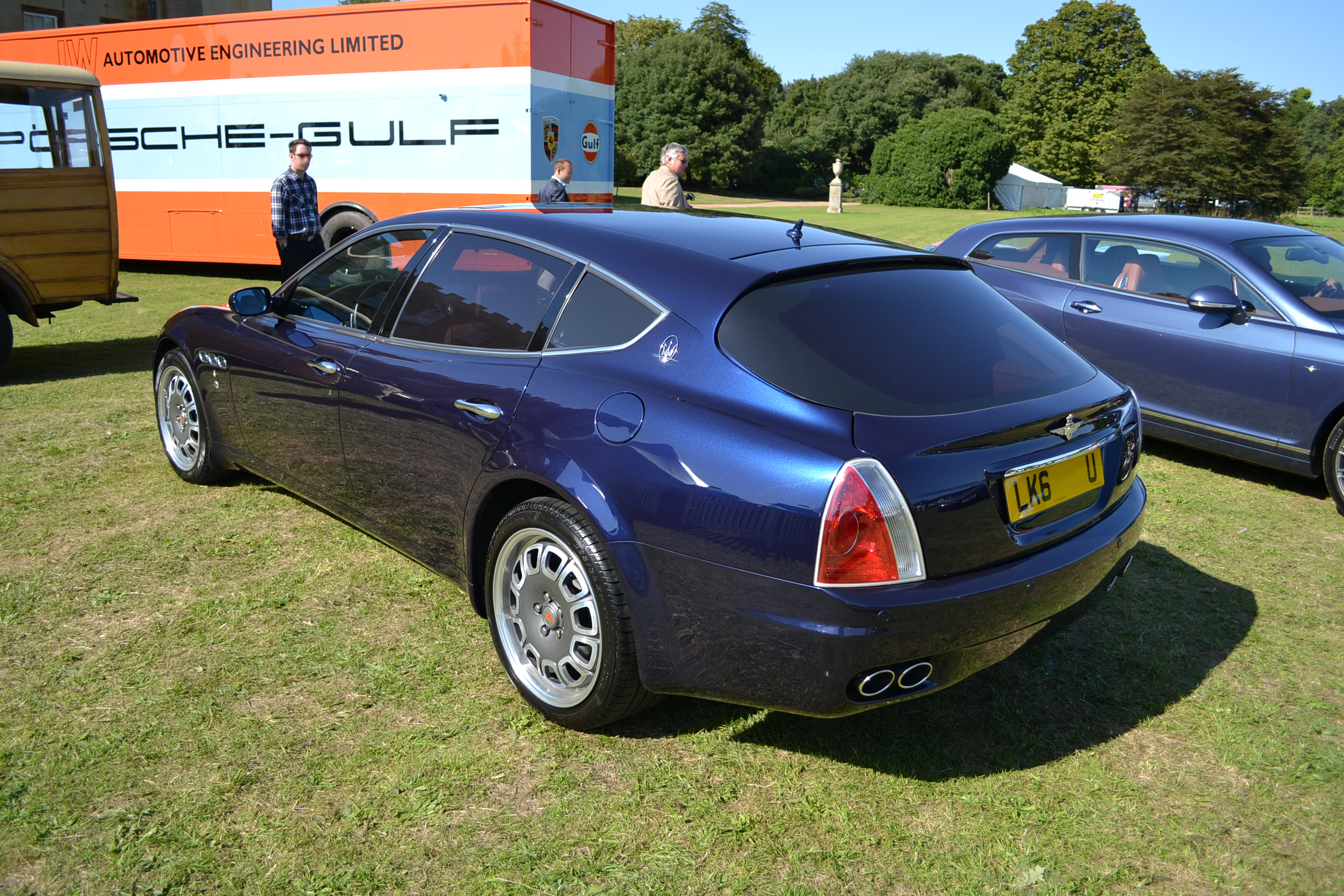
Maserati Bellagio Fastback

Maserati Quattroporte V został zaprezentowany po raz pierwszy jesienią 2004 roku.
Pojazd po raz pierwszy zaprezentowano podczas targów motoryzacyjnych we Frankfurcie 9 września 2003 roku.
Pojazd został zaprojektowany przez włoskie studio Pininfarina. Auto wyposażone zostało w silnik 4.2 l o mocy 400 KM. Duża masa sprawia, iż przyspieszenie 0–100 km/h zajmuje 5,2 s. Dzięki równemu rozkładowi mas pomiędzy przednią i tylną osią auto dobrze się prowadzi. Taki rozkład uzyskano, cofając silnik za przednią oś, a skrzynię biegów przesuwając do tyłu. Ten rozkład mas na osie, znany z wielu sportowych samochodów, został po raz pierwszy zastosowany w luksusowym sedanie. 
W 2007 roku zautomatyzowaną skrzynię DuoSelect zastąpiono 6 biegowym, klasycznym automatem produkcji ZF (6HP-26).
W 2008 roku (rocznik 2009) model przeszedł face lifting. Silnik V8 o pojemności 4,2 l i mocy 400 KM zastąpiła jednostka V8 o większej pojemności 4.7 l i mocy podwyższonej do 430 KM. Najbardziej widoczne zmiany zewnętrzne to przednie i tylne reflektory wykonane w technologii LED. Został również zmieniony przedni grill.
Maserati Bellagio Fastback z nadwoziem typu shooting brake w liczbie 4 egzemplarzy zbudował jako niezależną inicjatywę włoski producent nadwozi Carrozzeria Touring Superleggera.

### Dane techniczne
| Wersja             | Silnik:             | Układ zasilania:   | Moc maksymalna:                      | Maks. moment obrotowy     | 0-100 km/h:        | V-max:             | Śr. zuż. paliwa/100 km: |
| Silniki benzynowe: | Silniki benzynowe:  | Silniki benzynowe: | Silniki benzynowe:                   | Silniki benzynowe:        | Silniki benzynowe: | Silniki benzynowe: | Silniki benzynowe:      |
| ------------------ | ------------------- | ------------------ | ------------------------------------ | ------------------------- | ------------------ | ------------------ | ----------------------- |
| V8 4.2             | V8 4.2 l (4244 cm³) | wtrysk             | 400 KM (295 kW) przy 7000 obr./min   | 460 Nm przy 4500 obr./min | 5,2 s 5,6 s (aut.) | 275 km/h           | 15,8 l 14,7 l (aut.)    |
| V8 4.7 S           | V8 4.7 l (4691 cm³) | wtrysk             | 430 KM (316,5 kW) przy 7000 obr./min | 490 Nm przy 4750 obr./min | 5,4 s (aut.)       | 280 km/h           | 15,7 l                  |
| V8 4.7 Sport GT S  | V8 4.7 l (4691 cm³) | wtrysk             | 440 KM (323,5 kW) przy 7000 obr./min | 490 Nm przy 4750 obr./min | 5,1 s (aut.)       | 285 km/h           | 15,7 l                  |

### Wersje specjalne
- Awards Edition

## Szósta generacja

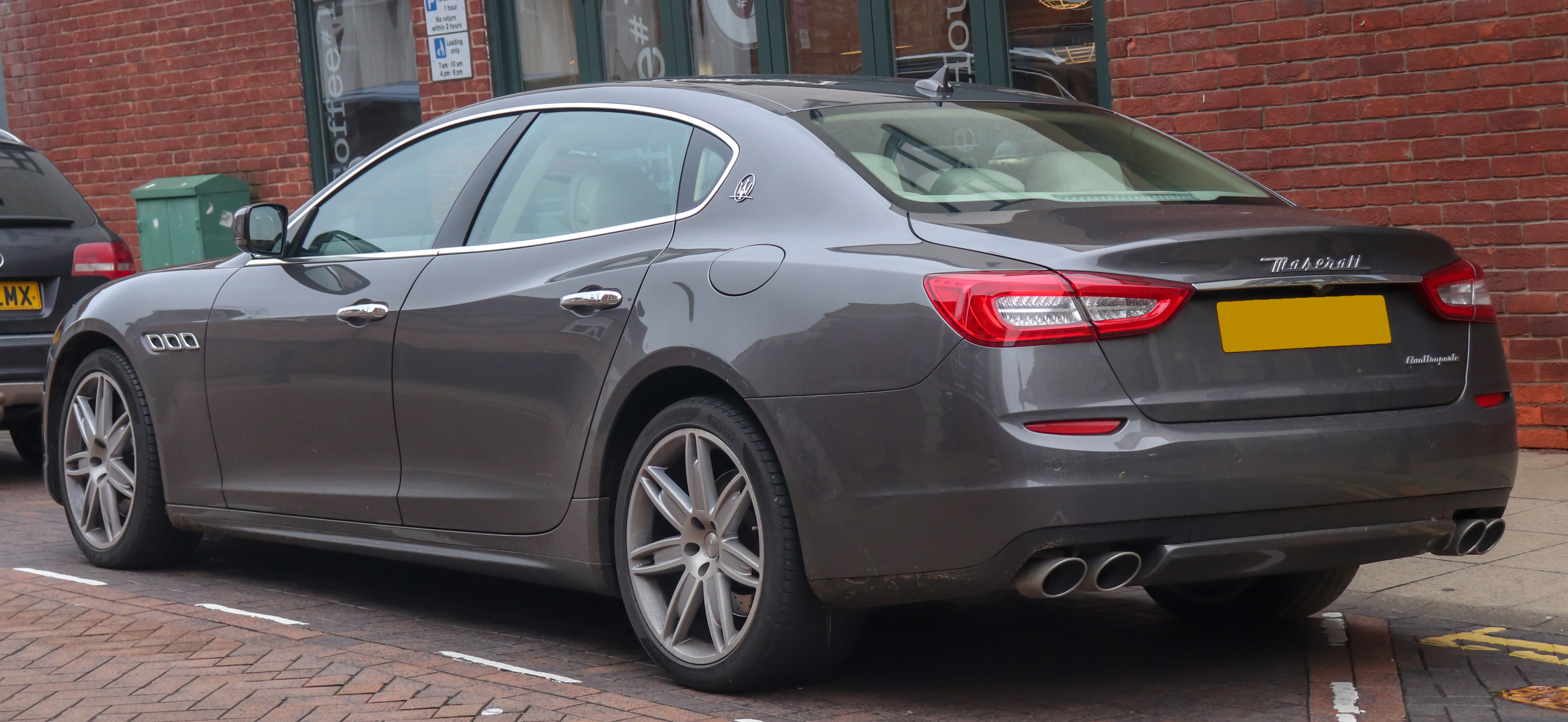
Maserati Quattroporte VI - tył

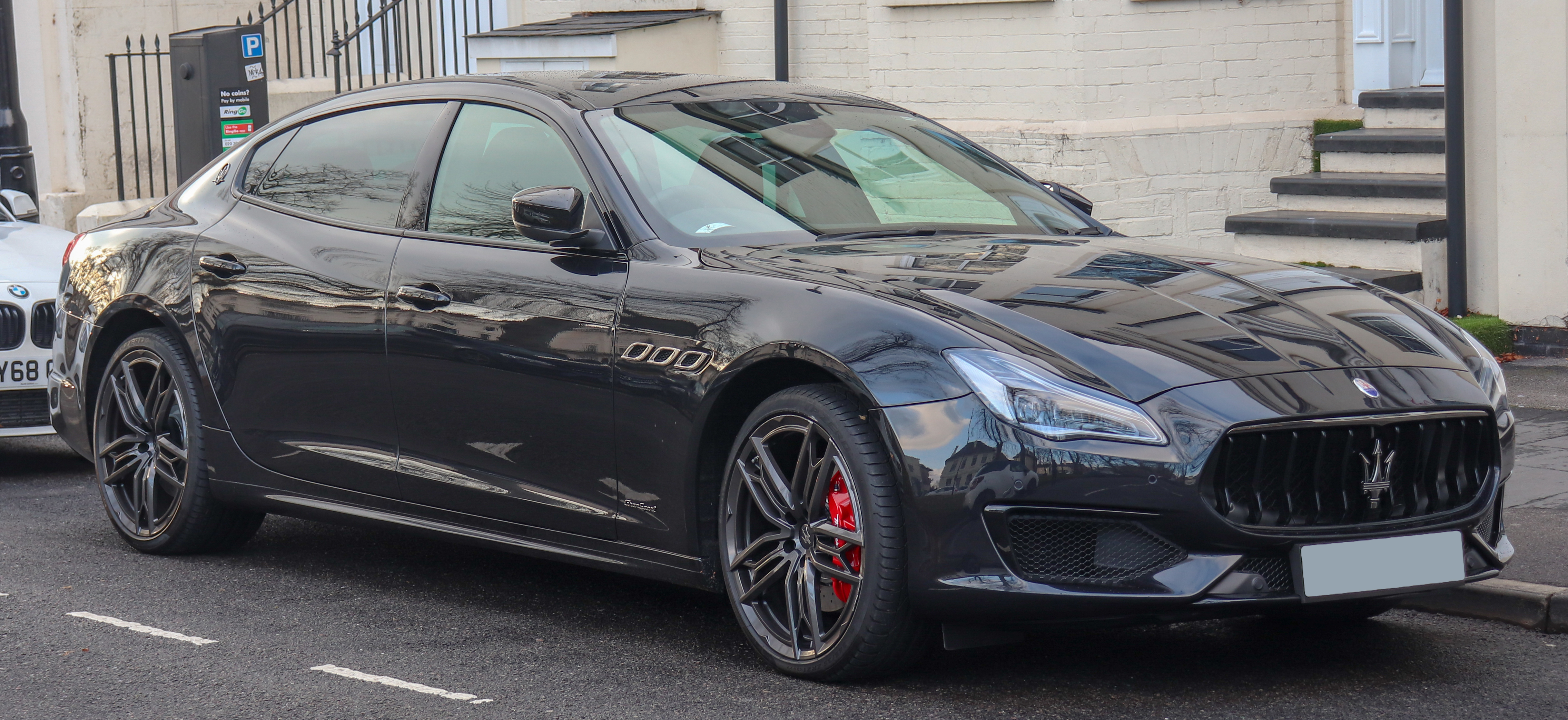
Maserati Quattroporte VI po liftingu

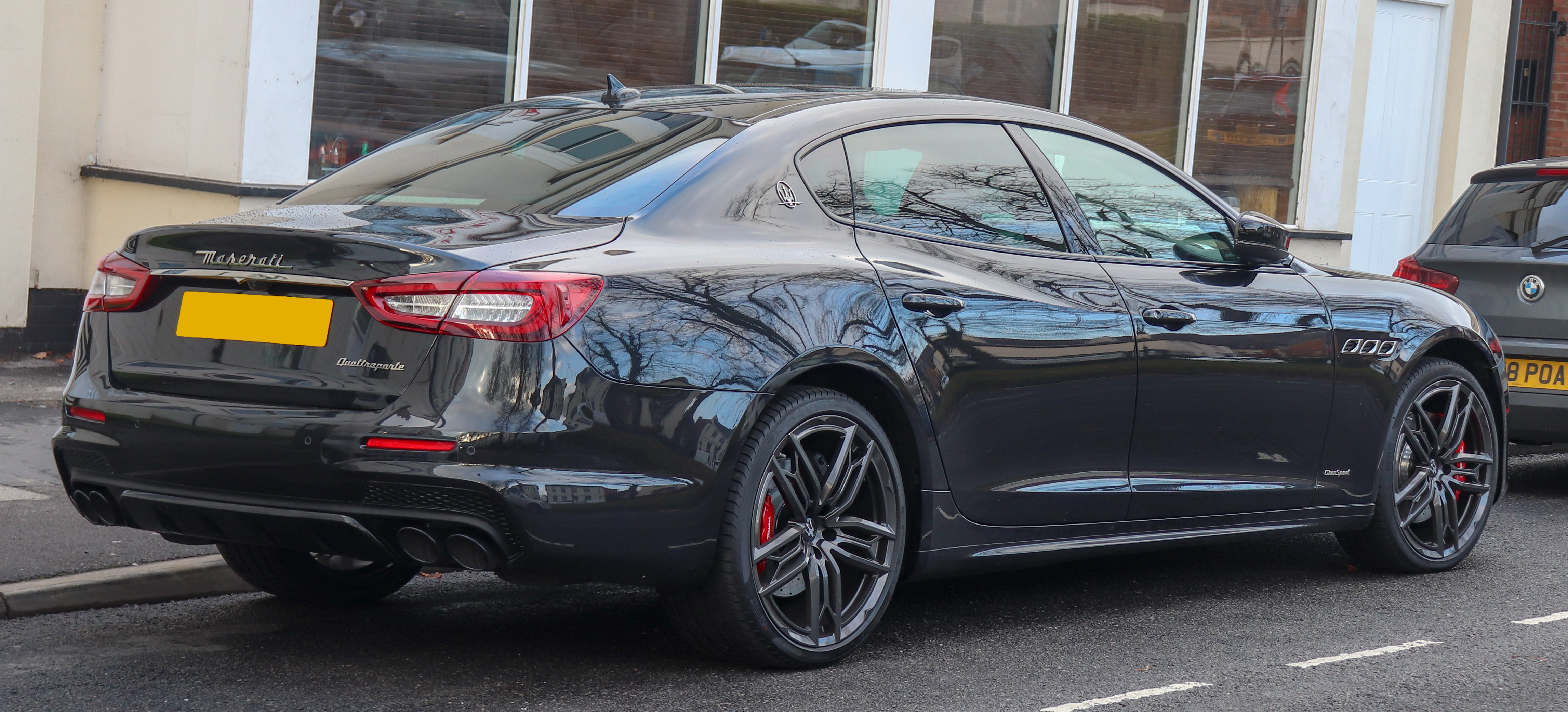
Maserati Quattroporte VI - tył po liftingu

Maserati Quattroporte VI został zaprezentowany po raz pierwszy w 2013 roku. 
Auto zostało miało swój światowy debiut podczas Międzynarodowych Północnoamerykańskich Targów Motoryzacyjnych w Detroit w styczniu 2013 roku.
Do napędu wykorzystano silniki V6 i V8 opracowane przez Ferrari, jako pierwsza dostępna była jednostka V8 3.8 (3798 cm³) o mocy maksymalnej 530 KM. Auto wyposażone było także w silnik Diesla 3.0 V6 produkcji włoskiej firmy VM. W pojeździe zastosowana została 8-biegowa automatyczna skrzynia biegów ZF.

### Dane techniczne
| Silnik        | Objętość skokowa | Moc maskymalna  | Maks. moment obrotowy         | Napęd | Prędkość maksymalna | 0–100 km/h | Emisja CO2 na km |
| ------------- | ---------------- | --------------- | ----------------------------- | ----- | ------------------- | ---------- | ---------------- |
| 3.0 V6 - S    | 2979 cm³         | 410 KM (301 kW) | 550 Nm                        | RWD   | 285 km/h            | 5,1 s      |                  |
| 3.0 V6 - S Q4 | 2979 cm³         | 410 KM (301 kW) | 550 Nm                        | AWD   | 284 km/h            | 4,9 s      |                  |
| 3.8 V8 - GTS  | 3798 cm³         | 530 KM (390 kW) | 649 Nm 710 Nm (z overboostem) | RWD   | 307 km/h            | 4,7 s      | 278g             |

### Wersje specjalne
- Ermenegildo Zegna - wersja zaprojektowana we współpracy z Ermenegildo Zegna wyposażona w lakier nadwozia z ultra-drobnymi pigmentami aluminium oraz wnętrzem wykonanym wyłącznie ze skóry[22]